# Verschiedenblättrige Kresse
Die Verschiedenblättrige Kresse (Lepidium heterophyllum) ist eine Pflanzenart aus der Gattung der Kressen (Lepidium) innerhalb der Familie der Kreuzblütengewächse (Brassicaceae).

## Beschreibung

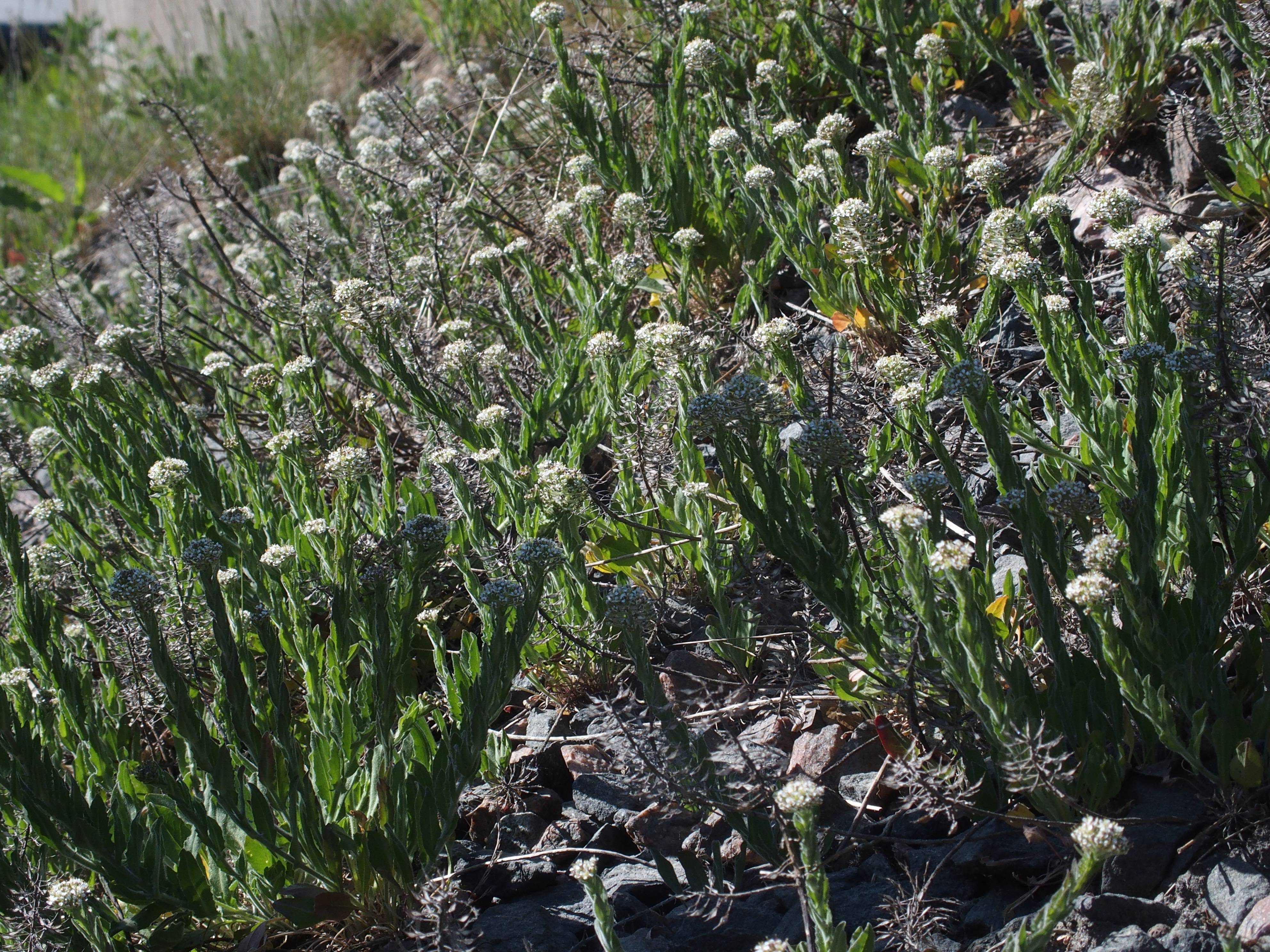
Habitus, Laubblätter und Blütenstände

### Vegetative Merkmale
Die Verschiedenblättrige Kresse ist eine zwei- bis mehrjährige krautige Pflanze, die Wuchshöhen von 15 bis 90 Zentimetern erreicht. An einem Pflanzenexemplar befinden sich meist mehrere aufsteigende Stängel, die oft an ihrer Basis verzweigt und dicht grau flaumig behaart sind.
Die Laubblätter sind dicht grau flaumig behaart. Die Grundblätter sind in Blattstiel und -spreite gegliedert. Ihr Blattstiel ist bei einer Länge von bis zu 10 Zentimetern relativ lang. Ihre Blattspreite ist leierförmig-fiederteilig. Die Stängelblätter sind lanzettlich, an ihrer Basis pfeilförmig geöhrt und darüber grob gezähnt.

### Generative Merkmale
Es ist ein Blütenstand vorhanden.
Die zwittrige Blüte vierzählig und weist einen Durchmesser von 3 bis 3,5 Millimetern auf. Die Kelchblätter sind bei einer Länge von 1,5 bis 2 Millimetern eiförmig-lanzettlich, am Rücken behaart und schmal weiß hautrandig. Die vier weißen Kronblätter sind etwa um die Hälfte länger als die Kelchblätter. Ihre Platte ist in einen gleich langen Nagel verschmälert. Es sind sechs Staubblätter vorhanden. Die Staubbeutel sind rot-violett.
Die Fruchtstiele sind waagrecht, behaart und kürzer als die Frucht. Die glatten Schoten sind bei einer Länge von 5 bis 7 Millimetern sowie einem Durchmesser von etwa 3 Millimetern elliptischen bis eiförmig und oben breit geflügelt. Der freie Griffelteil ist länger als 1 Millimeter und überragt die Ausrandung des Flügels deutlich. Die Samen sind eiförmig, braun und fast glatt.
Die Chromosomenzahl beträgt 2n = 16.

## Verbreitung
Lepidium heterophyllum kommt ursprünglich in Portugal, Spanien, Andorra, Frankreich, in den Niederlanden, im Vereinigten Königreich, in Irland und Kroatien vor. Auf den Britischen Inseln ist diese Art verbreitet, besonders im westlichen Teil. In Irland ist diese Art eine der häufigsten der Gattung. Lepidium heterophyllum ist ein Neophyt in Nord- sowie Mitteleuropa, in Kanada, den Vereinigten Staaten, Japan und in Chile.
Sie wird als „Unkraut“ angesehen und findet sich in Deutschland nur selten an Ufern, Wegrändern und Äckern. Sie kommt oft zusammen vor mit der Winterkresse (Barbarea vulgaris) oder der Feld-Kresse (Lepidium campestre).

## Nutzung
Die Samen der wilden Kressearten wurde früher wegen ihres scharfen Geschmacks als Pfefferersatz verwendet.

## Taxonomie
Die Erstbeschreibung von Lepidium heterophyllum erfolgte 1826 durch George Bentham in Catalogue des plantes indigènes des Pyrenees et du Bas-Languedoc, S. 95. Synonyme für Lepidium heterophyllum Benth. sind: Lepidium smithii Hook., Thlaspi heterophyllum DC. nom. illeg.